# Петрова, Мария Алексеевна
Мария Алексеевна Петрова (род. 27 декабря 1979) — российский экономист, специалист в области прикладной микроэкономики. Профессор Университета Помпеу Фабра. Доктор философии по политической экономии и управлению. Лауреат Гайдаровской премии для молодых экономистов (2013).

## Биография
В 2002 году окончила факультет вычислительной математики и кибернетики МГУ, а в 2004 году магистратуру по экономике в Российской экономической школе. В 2004—2008 гг. училась в аспирантуре Гарвардского университета, где под руководством профессора Кеннета Шепсла защитила диссертацию на тему «Political Economy of Media Capture» и получила степень PhD in Political Economy and Government.
С 2008 года преподает в РЭШ, с 2016 года — именной ассоциированный профессор банковской группы «Альфа-Банк». В 2012—2013 гг. — приглашенный исследователь в Принстонском университете. С 2013 года живет в Барселоне, где работает аффилированным профессором в Барселонской школе экономики и профессором-исследователем в Каталонском институте перспективных исследований. В 2016—2023 ассоциированный профессор на постоянном контракте, с 2023 полный профессор в Университете Помпеу Фабра.
Мария Петрова — эксперт по прикладной микроэкономике, специализируется на информационной экономике, политической экономии и развитии. В своих работах рассматривает влияние информации на политические, экономические и финансовые процессы в разных странах. Последние исследования сосредоточены на политической экономии традиционных и социальных медиа, а также на причинах роста и упадка популизма и экстремизма.
В 2017 году в составе исследовательской группы, возглавляемой Рубеном Ениколоповым, получила BBVA Digital Economics Grant на €100 тыс. на исследование «Digital Technology, Ideological Polarization and Intolerance». А в 2018 году один из самых престижных европейских грантов — ERC Starting Grant в размере почти €1,5 млн на пятилетний проект «The Rise and Fall of Populism and Extremism». Цель её работы — выявить, как личный опыт, социальные сети и СМИ способствуют распространению популизма и экстремизма, и какие из этих факторов имеют особое значение во время экономического кризиса.
С 2016 года соредактор Journal of Public Economics. Также с 2016 года член редколлегии The Review of Economic Studies. Публиковалась в Journal of Public Economics, American Political Science Review, American Economic Review, PNAS. В 2009—2013 гг. вела блог на Slon.ru.
Член Европейской экономической ассоциации (2019).

## Семья
Муж — Рубен Ениколопов, бывший ректор Российской экономической школы. Четверо детей.

## Награды
- 2013 — Гайдаровская премия для молодых экономистов за работу «Mass Media and Special Interest Groups»[8].
- 2021 — AEJ[англ.] Best Paper Awards в области прикладной экономики за исследование «Social Media and Corruption» (вместе с Рубеном Ениколоповым и Константином Сониным)[9][10].